# Těžební průmysl a životní prostředí

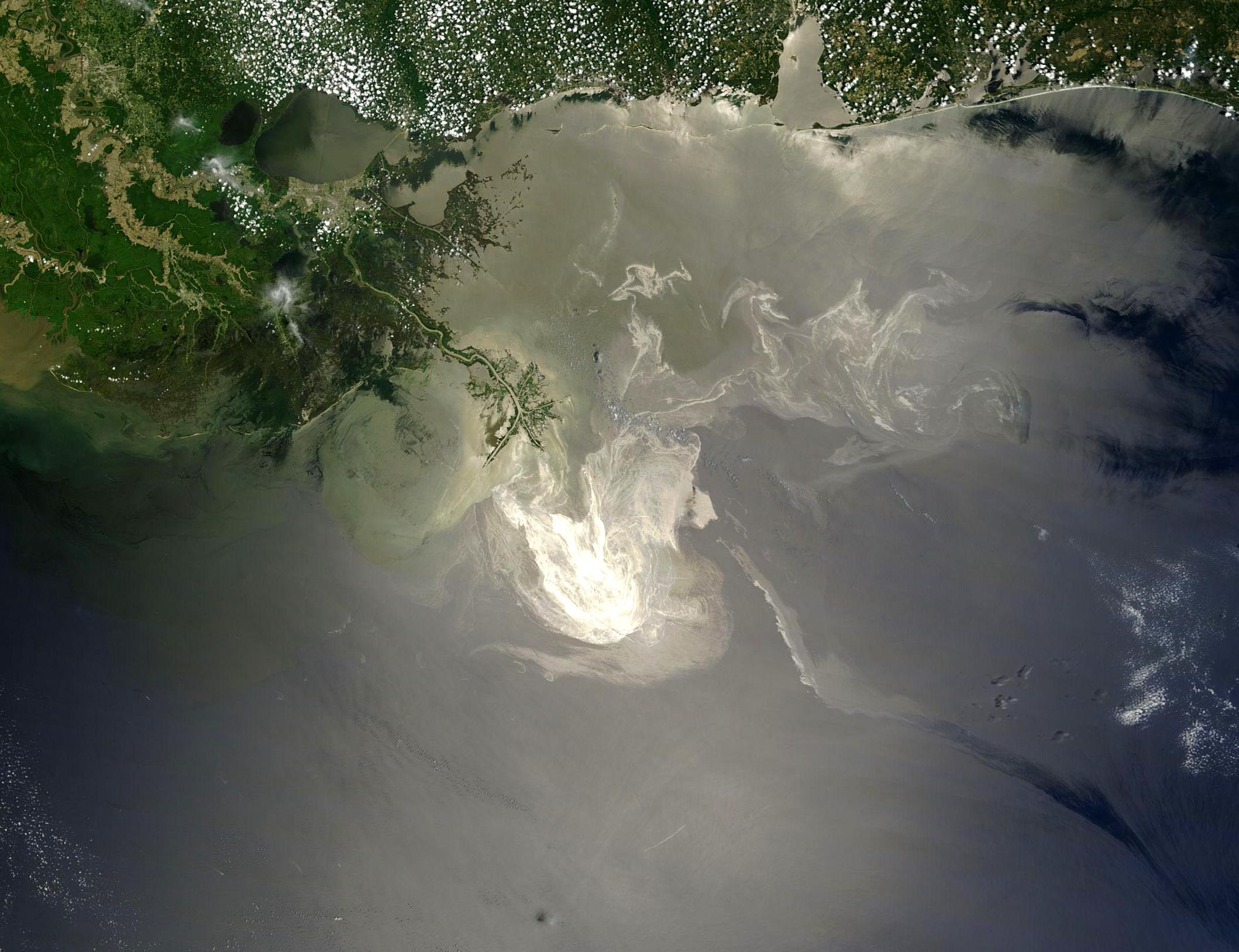
Lesklá ropná skvrna na deltě Mississippi zachycena satelity Terra americké kosmické agentury NASA (květen 2010)

Těžební průmysl ve smyslu dolování nerostného bohatství z prostředí má na životní prostředí nepopíratelný efekt. Tento článek pojednává o souboru všech problémů, které těžba může způsobit v interakci s živými systémy, zdravotních a environmentálních problémů, které způsobuje buďto těžba sama, nebo její nedílný důsledek, jako je vypouštění zbytkových materiálů do okolní přírody. Ve městech pak může jít také o znečištění hlukové, prachové a vizuální a jako každý průmysl má samozřejmě těžební průmysl i mnoho efektů nepřímých, jako kupříkladu znečištění světelné, energetická náročnost nebo zdravotní problémy, které těžba způsobuje svým zaměstnancům. Podle studie Nusse a Eckelmana (2008) existuje závažný problém životního prostředí spojený s 62% těžených kovů.
Řešení otázky životního prostředí v souvislosti s těžbou je předmětem mnohých dohod a těžební společnosti se často musí zavázat, že škody na prostředí způsobené těžbou lidem v okolí vynahradí finančně. V českém prostředí se to týká například limitů těžby, smlouvy z devadesátých let mezi vládou, těžařskými organizacemi a lidmi z okolí dolů o tolerovaném množství vytěžených minerálů. Na straně vlády se jednalo o finanční výhody plynoucí z daní na těžbě, z pohledu místních obyvatel se jednalo o jistotu, že do okolí bude vypuštěno pouze omezené množství poletavého prachu. 
Podíl recyklovaných kovů na celkové spotřebě je stále pouhým zlomkem. Odhaduje se, že na skládkách končí kolem 20 miliard tun nezpracovatelných materiálů ročně. To není problém sám o sobě (často jsou úmyslně potápěny kovové lodě, aby vytvořily povrch pro růst korálů), ale pokud se kovy například usazují na mikroorganismech ve vodě, přírodní potravní řetězec může být narušen. 

## Toxické kovy
Některé kovy jako olovo bývají považované za toxické pro životní prostředí. Někdy je problém i v bioesenciálních kovech, kterých je jen moc a například zabraňují některým, pro živé organismy klíčovým chemickým reakcím.  Z tohoto úhlu pohledu je důležité, aby se odpadní látky nešířily například rozpouštěním ve vodě dál do oběhu. Problém proto často nastane ve chvíli, kdy spalovny nezpracují 100% nepotřebného materiálu. Zejména v rozvojových zemích se tak z továren dostává značné množství oxidů síry.

## Prachové částice
V místech, kde dříve probíhala těžba se často nachází zvýšený podíl některých kovů v půdě. Když pak rostliny látky vytáhnou na povrch, mohou obsahovat velké množství kovů a tvořit tak např. riziko pro nervové systémy zvířat, která je následně zpracovávají. Někdy bývají naopak rostliny používány záměrně k "vytažení" kovů z půd, nicméně rostliny pak musí být druhotně zpracovány, jinak se dostanou zpět do půdy.[nedostupný zdroj]

## Ekologické výzvy
Častým problémem bývá narušovaní ekologických vazeb přímo v místě těžby. Například těžba uhlí probíhá v ČR často povrchově, a proto musí před vlastní těžbou předcházet i likvidace lesa, který tvoří místní biotop. V průběhu samotné těžby pak může být problémem například vypouštění polutantů do okolní přírody, jak dnes můžeme vidět především v Mostecké uhelné pánvi, kde byly vypouštěnými látkami značně ohroženy hlavně místní smrky nebo přerušování migračních toků zvířat výstavbou komunikací na místo těžby.
Známým efektem je také snižování biodiverzity v těžebních oblastech. Destrukce biotopů může totiž například narušit vzácné druhy, které se po rekultivizaci již neobnoví a v místě těžby se udrží jen odolné všudypřítomné druhy, případně může snížit biodiverzitu už jen změnou podmínek (například pro místní edafon), které nedovolí rozšíření tak širokého spektra organismů, jaké bylo přítomno před zahájením těžby.

## Příklady
Mezi těžbou nejznečištěnější místa patří například Lin-fen, Sukinda, La Oroya, Norilsk či Kabwe. V ČR je to okolí města Příbram.